# Ланка Белеївна
Ланка (? — не раніше 1099) — угорська принцеса з династії Арпадів. Дружина князя тмутараканського Ростислава Володимировича, мати перших галицьких князів: перемиських Рюрика, Володаря і теребовлянського Василька Ростиславичів.

## Життєпис
П'ята дочка угорського короля Бели І Арпада. Дружина князя тмутараканського Ростислава Володимировича від 1064 року. За іншими даними одружені у період 1057–1061 років. Мати перших галицьких князів:
- Рюрик (пом. 1092) — князь перемиський з 1085 року.
- Володар (пом. 1124) — князь перемиський з 1092 року.
- Василько (пом. 1124) — князь теребовлянський з 1085 року.

Після отруєння Ростислава 3 лютого 1066 року херсонеським начальником-котопаном, вона, як вдова, побажала повернутися до Угорщини до свого батька. Великий князь Ізяслав Ярославович погодився відпустити її, але синів затримав на Русі.